# Capitão-geral da Igreja

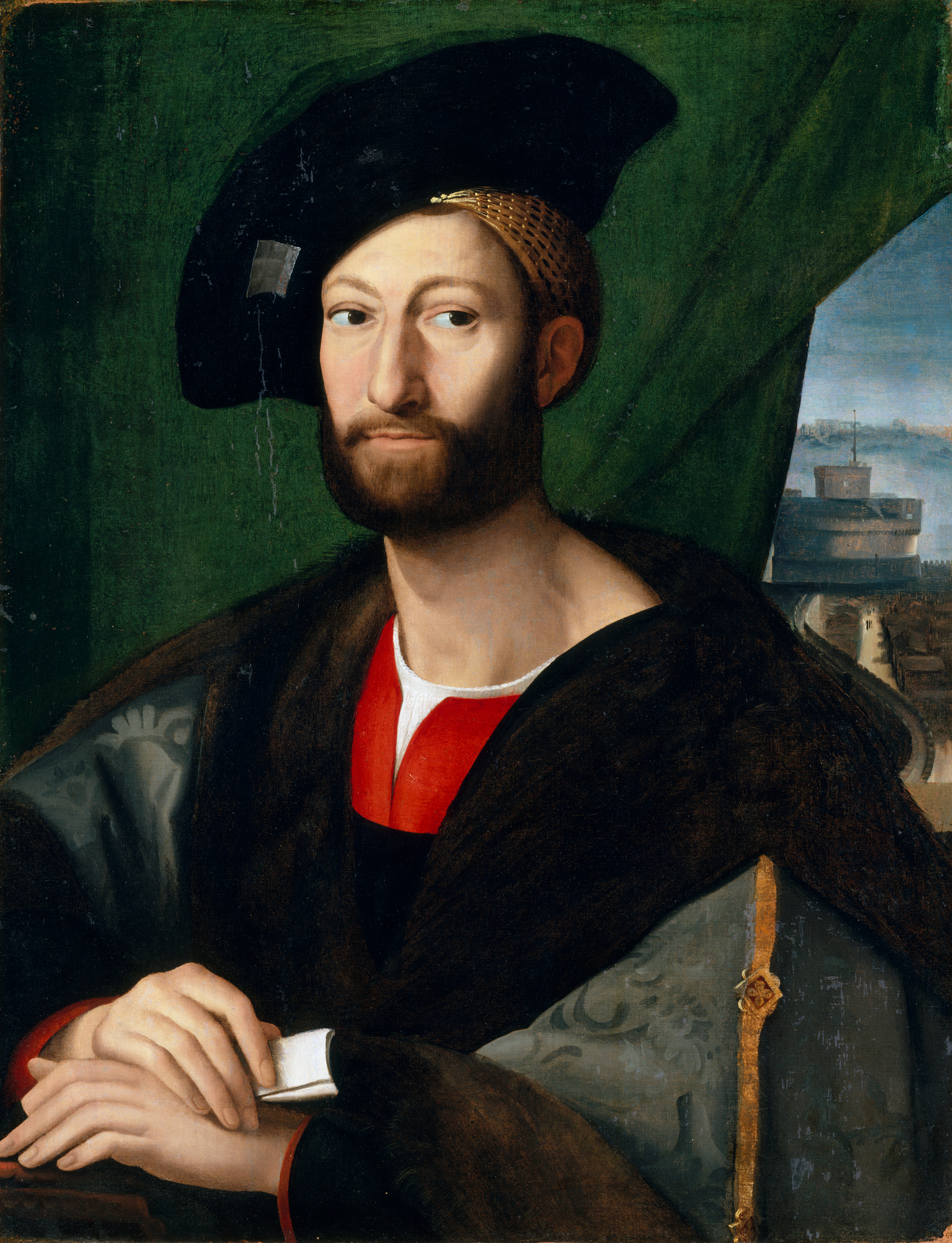
Retrato de Giuliano de' Medici (Juliano II) por Rafael Sanzio

O Capitão-geral da Igreja (em italiano:  Capitano generale) era o comandante-em-chefe de facto das forças militares do Papado durante a Idade Média. O posto era habitualmente atribuído a um nobre italiano com reputação profissional militar ou (mais tarde) a um familiar do Papa. O ofício paralelo de Gonfaloneiro (em italiano Gonfaloniere, literalmente "porta-estandarte") da Igreja, era mais uma honra formal, cerimonial e honorária do que uma responsabilidade de liderança militar.
Era tradicional o capitão-geral da Igreja usar um bastão de comando, abençoado pelo papa. O primeiro capitão-geral da Igreja foi muito provavelmente Carlos Magno.

## Capitães-gerais da Igreja
| Capitão-geral                          | Retrato                     | Nomeado por                     | Notas |
| -------------------------------------- | --------------------------- | ------------------------------- | --- |
| Carlos Magno*                          |                             | Papa Leão III (798-816)         | "É quase certo concluir que o Papa desejava que o patrono real se considerasse capitão-general do exército da Igreja, e como tal tinha direito ao serviço de armas por seus súbditos, quando foi chamado pela Igreja para defender os direitos temporais"..                                |
| Guillaume Durand                       |                             | Papa Martinho IV (1281-1285)    | [ 4 ] |
| Jaime II de Aragão                     |                             | Papa Bonifácio VIII (1294-1303) | Gonfaloniere, Almirante da Frota Pontifícia e Capitão-geral da Igreja; conduziu a guerra contra o seu irmão na Sicília tomando parte vitoriosa nas Vésperas Sicilianas |
| Filipe VI de França                    |                             | Papa Bento XII (1334-1342)      | Por volta de agosto de 1336 |
| Juan Fernández de Heredia              |                             | Papa Inocêncio VI (1352-1362)   | [ 8 ] |
| Daniele del Carretto                   |                             | Papa Gregório XI (1370-1378)    | [ 9 ] |
| Carlo I Malatesta                      |                             | Papa Bonifácio IX (1389-1404)   | "Vigário temporal e capitão-geral da Igreja" |
| Braccio da Montone                     |                             | Papa Gregório XII (1406-1415)   | Nomeado em 1414; "Usou os exércitos pontifícios para tomar posse de Perugia, destinando porém a conquista à sua própria pessoa" |
| Ranuccio Farnese, o Velho              |                             | Papa Eugénio IV (1431-1447)     | Nomeado em 1435; avô do Papa Paulo III |
| Niccolò Piccinino                      |                             | Papa Eugénio IV (1431-1447)     | Nomeado em 6 de junho de 1442; Condottiero e comandante das forças do Ducado de Milão; portanto a sua nomeação foi "uma das primeiras indicações concretas" da aliança entre o Papa e Milão.                                                                                               |
| Jacques Cœur                           |                             | Papa Nicolau V (1447-1455)      | Morre no cargo |
| Lodovico Trevisan                      |                             | Papa Calisto III (1455-1458)    | Trevisan teve um importante papel na organização da campanha naval contra os otomanos em dezembro de 1455, e foi também responsável pela instituição da primeira verdadeira frota pontifícia, sendo nomeado "legado apostólico, governador, capitão e condottiero geral"                   |
| Pedro Luis de Borja                    |                             | Papa Calisto III (1455-1458)    | Também Prefeito de Roma Não confundir com Pedro Luis de Borja Llançol de Romaní |
| Antonio Piccolomini                    |                             | Papa Pio II (1458-1464)         | Filho da irmã de Pio II; sabe-se que tinha um estipêndio anual de 2000 ducados e era castelão do Castelo de Santo Ângelo; obtém o título de Príncipe e Duque de Amalfi |
| Girolamo Riario                        |                             | Papa Sisto IV (1471-1484)       | Conspirador na conjura dos Pazzi, era irmão do cardeal-sobrinho Pietro Riario; o título é depois revogado |
| Franceschetto Cybo                     |                             | Papa Inocêncio VIII (1484-1492) | Filho ilegítimo do Papa Inocêncio VIII |
| Roberto Eustachio                      |                             | Papa Inocêncio VIII (1484-1492) | Antes condottiero de Milão; conduz a campanha contra Afonso II de Nápoles e sucessivamente passou ao serviço da República de Veneza |
| Niccolò di Pitigliano (Orsini)         |                             | Papa Inocêncio VIII (1484-1492) | Nomeado em 27 de junho de 1489, durante a guerra contra Fernando I de Nápoles |
| Giovanni Bórgia                        |                             | Papa Alexandre VI (1492-1503)   | Filho do Papa; também Duque de Candia; assassinado, talvez por ordem do seu irmão Cesare |
| César Bórgia                           |                             | Papa Alexandre VI (1492-1503)   | Filho do Papa; antes cardeal-sobrinho; suspeito do assassinato do seu irmão Giovanni, ou materialmente ou como mandante. Júlio II, o "Papa Guerreiro", recusou confirmar Cesare depois da sua eleição.                                                                                     |
| Francisco Maria I Della Rovere         |                             | Papa Júlio II (1503-1513)       | Filho do irmão de Júlio II, João Della Rovere, e herdeiro adotado de Guidobaldo I, Duque de Urbino; manteve o cargo até um ano depois da morte de Júlio II, foi-lhe pago 13 844 ducados anuais mais 30 000 pela sua companhia militar pessoal de 200 homens de infantaria e 100 cavaleiros |
| Giovanni Rucellai                      |                             | Papa Leão X (1513-1521)         | Primo de Leone X |
| Juliano II de Médici                   |                             | Papa Leão X (1513-1521)         | O filho de Giuliano, Giulio (futuro Papa Clemente VII), foi legado papal no exército |
| Lourenço II de Médici, Duque de Urbino |                             | Papa Leão X (1513-1521)         | Nomeado com a morte de Giuliano em 1516; foi comandante das forças papais na primeira fase da Guerra de Urbino (1517) |
| Bernardo Dovizi                        |                             | Papa Leão X (1513-1521)         | Nomeado depois do ferimento de Lorenzo; comandou a armada pontifícia na Guerra de Urbino (1517) |
| Frederico II de Mântua                 |                             | Papa Leão X (1513-1521)         | Filho de Isabella d'Este; não interveio no Saque de Roma de 1527 |
| Frederico II de Mântua                 | Papa Adriano VI (1522-1523) |                                 | Filho de Isabella d'Este; não interveio no Saque de Roma de 1527 |
| Francisco Maria I Della Rovere         |                             | Papa Clemente VII (1523-1535)   | Renomeado por Clemente VII depois do seu ducado ser retirado por Leão X e reinstaurado por Adriano VI |
| Pedro Luís Farnésio                    |                             | Papa Paulo III (1534-1549)      | Nomeado em 2 de fevereiro de 1537; filho de Paulo III e anterior "gonfaloniere" (nomeado em janeiro de 1535), usou ambos os títulos em simultâneo |
| Giambattista del Monte                 |                             | Papa Júlio III (1550-1555)      | Sobrinho de Júlio III |
| Guidobaldo II Della Rovere             |                             |                                 | [ 35 ] |
| Giovanni Carafa                        |                             | Papa Paulo IV (1555-1559)       | Nomeado depois da demissão de Guidobaldo; sobrinho de Paulo IV; definido pelos contemporâneos como "um afável incompetente" |
| Marco Antônio II Colonna               |                             | Papa Gregório XIII (1572-1585)  | Guiou a frota pontifícia na Batalha de Lepanto em 1571 |
| Taddeo Barberini                       |                             | Papa Urbano VIII (1623-1644)    | Irmão do cardeal-sobrinho Antonio Barberini |
| Antonio Ottoboni                       |                             | Papa Alexandre VIII (1689-1691) | [ 38 ] |